# Ask (Hordaland)
Ask è un villaggio situato all'interno del territorio del comune di Askøy.